# Sehr lichtschwacher Röntgendoppelstern
Very Faint X-ray Transients (deutsche Übersetzung sehr lichtschwache temporäre Röntgenquellen) sind Röntgendoppelsterne, deren Leuchtkraft im Ausbruch Werte zwischen 1027 und 1029 Watt erreicht und deren Röntgenhelligkeit in den Ruhephasen um wenigstens einen Faktor 10 niedriger sind. Die Intensität ihrer Röntgenstrahlung ist im Ausbruch durchschnittlich um einen Faktor 100 geringer als bei den klassischen Soft X-ray Transients, die ein ähnliches Röntgenspektrum zeigen wie die Very Faint X-ray Transients.

## Ausbruchsmechanismus
Aus dem Röntgenspektrum und der Lichtkurve ist abgeleitet worden, dass es sich um Neutronensterne oder schwarze Löcher in Doppelsternsystemen handelt, die eine sehr geringe Massentransferrate von 10−13 Sonnenmassen pro Jahr akkretieren. Die Röntgenstrahlung wird emittiert im inneren Bereich der Akkretionsscheibe, die sich aufgrund von Viskosität auf einige Millionen K aufheizt. Bei Neutronensternen entsteht die Röntgenstrahlung auch als Bremsstrahlung, wenn die einfallende Materie auf rückgestaute Materie über der Oberfläche des Neutronensterns trifft und dabei abrupt abgebremst wird. Die Lichtkurve der Very Faint X-ray Transients zeigt, dass die Röntgendoppelsternsysteme die meiste Zeit im Minimum verharren und weniger als 5 Prozent im Status der Eruption. Der Ausbruchsmechanismus der Very Faint X-ray Transients entspricht dem der Röntgennovae, bei denen aufgrund der Magnetorotationsinstabilität sich die Viskosität in der Akkretionsscheibe temporär erhöht und dies zu einer erhöhten Akkretionsrate auf den kompakten Stern führt.

## Bursts
Neben den klassischen Eruptionen zeigen viele Very Faint X-ray Transients auch thermonukleare Bursts. Hierbei steigt die Röntgenhelligkeit über einen Zeitraum von wenigen Sekunden an und fällt nach einigen Minuten wieder in den Ruhestatus zurück. Dieses Verhalten wird interpretiert als eine Zündung von thermonuklearen Reaktionen auf der Oberfläche von Neutronensternen, wobei die akkretierte Materie durch Wasserstoffbrennen oder Heliumbrennen umgewandelt wird. Da dies bei schwarzen Löchern nicht auftreten kann, da sie über keine Oberfläche verfügen, sind in den meisten Very Faint X-ray Transients die kompakte Sterne Neutronensterne.

## Aufbau
Wegen der niedrigen Akkretionsrate wird vermutet, dass es sich bei den Begleitern der kompakten Sterne um Rote Riesen in symbiotischen Röntgendoppelsternen handeln könnte, bei denen der kompakte Stern Materie vom Sternwind seines Begleiters aufsammelt. Alternativ könnte es sich um den Sternwind massereicher früher Sterne handeln, was aber aufgrund des Fehlens von optischen Gegenstücken am Ort der Very Faint X-ray Transients als unwahrscheinlich angesehen wird. Daneben könnten die Begleiter der kompakten Sterne in Very Faint X-ray Transients auch Rote Zwerge sein. Sollten sich diese Doppelsternsysteme innerhalb der Periodenlücke befinden, dann füllt der Rote Zwerg nicht sein Roche-Grenzvolumen aus und der kompakte Stern kann nur Materie von dem Sternwind seines Begleiters akkretieren.

## Very-faint Persistent Neutron Star X-ray Binaries
Eine sehr kleine Gruppe von Röntgendoppelsternen zeigt ein Röntgenspektrum ähnlich dem der Very Faint X-ray Transients. Allerdings zeigen diese Systeme stets eine Röntgenhelligkeit von einigen 1034 erg/s mit maximalen Schwankungen von einem Faktor 10. Da es sich um keine temporären Quellen handelt werden sie als Very-faint Persistent Neutron Star X-ray Binaries bezeichnet. Auch sie zeigen wie die Very Faint X-ray Transients Helligkeiten im Bereich von 0,005 bis 0,05 Prozent der Eddington-Grenze. Ob eine Verwandtschaft im Aufbau dieser Gruppen von Röntgendoppelsternen besteht, ist nicht bekannt.